# USA International 2014
Die USA International 2014 (hervorgegangen aus den Miami PanAm International) im Badminton fanden vom 22. bis zum 26. Oktober 2014 in Orlando statt.

## Sieger und Platzierte
| Disziplin    | Gold                       | Silber                      | Bronze                         |
| ------------ | -------------------------- | --------------------------- | ------------------------------ |
| Herreneinzel | Henri Hurskainen           | Mathias Borg                | Misha Zilberman                |
| Herreneinzel | Henri Hurskainen           | Mathias Borg                | Riichi Takeshita               |
| Dameneinzel  | Kaori Imabeppu             | Sayaka Sato                 | Elisabeth Baldauf              |
| Dameneinzel  | Kaori Imabeppu             | Sayaka Sato                 | Jamie Subandhi                 |
| Herrendoppel | Takuro Hoki Yugo Kobayashi | Adrian Liu Derrick Ng       | Job Castillo Antonio Ocegueda  |
| Herrendoppel | Takuro Hoki Yugo Kobayashi | Adrian Liu Derrick Ng       | Andrew D’Souza Sergiy Shatenko |
| Damendoppel  | Naoko Fukuman Kurumi Yonao | Eva Lee Paula Obanana       | Alexandra Bruce Phyllis Chan   |
| Damendoppel  | Naoko Fukuman Kurumi Yonao | Eva Lee Paula Obanana       | Lohaynny Vicente Luana Vicente |
| Mixed        | Toby Ng Alexandra Bruce    | Phillip Chew Jamie Subandhi | Nyl Yakura Brittney Tam        |
| Mixed        | Toby Ng Alexandra Bruce    | Phillip Chew Jamie Subandhi | Kohei Gondo Naoko Fukuman      |